# Affentalbach
Der Affentalbach oder Arventalbach entspringt im Talschluss des Affentals, durchfließt das Gebiet der Gemeinde St. Jakob in Defereggen (Bezirk Lienz) und mündet südöstlich der Jagdhausalm in die Schwarzach.
Der Name kommt nicht von den in der Gegend durchaus wachsenden Zirbelkiefern (Arven), sondern von den jägersprachlich Affen genannten (jungen) Alpenmurmeltieren und wurde auch bereits in älteren Karten als Affenthal geschrieben.
Der Affentalbach entspringt in der Venedigergruppe zwischen Lengspitze, Merbspitze, Löffelspitze und Glockhaus und verläuft in der Folge in südlicher Richtung durch das Tal, wo er rechts- und linksseitig zahlreiche unbenannte Zuflüsse aufnimmt, wovon einer die Reste des Affentalkees entwässert. Er passiert auf seinem Weg die Affentalalm (auch Arventalalpe 2462 m ü. A.) und biegt südöstlich davon in südwestliche Richtung ab. Im Unterlauf bildet er die Grenze zur Rieserfernergruppe (orographisch rechts) und passiert die Jagdhausalm (2009 m ü. A.), bevor er kurze Zeit später in die Schwarzach mündet.
Es handelt sich um einen typischen Hochgebirgsbach, der durch ein glazial überformtes Trogtal mit einer durchschnittlichen Neigung von 8,6 % fließt. Sein Verlauf ist von flachen Bereichen mit kurzen Verzweigungsstrecken sowie von schluchtartigen Engstellen mit Kaskaden und Abstürzen geprägt. Die Vegetation reicht von alpinen Rasengesellschaften bis zu extensiv genutzten Wiesen und Almweiden. Der Uferzustand ist weitgehend ursprünglich erhalten, lediglich im Bereich oberhalb der Jagdhausalmen wurden die Ufer zum Schutz des Forstweges durch Blockwurf gesichert.